# Mister Venezuela 2014
El Mister Venezuela 2014, fue la undécima (11º) edición del certamen Mister Venezuela, cuya final se llevó a cabo en la ciudad de Caracas, Venezuela, el sábado 24 de mayo de 2014 en el Estudio 1 de Venevisión. 12 candidatos provenientes de toda la geografía nacional compitieron por el título. Al final del evento, Jessus Zambrano, Mister Venezuela 2012, entregó el trofeo y la bufanda nacional a Jesús Casanova como su sucesor.
El certamen estuvo conducido por Kerly Ruiz quien es presentadora del programa matutino Portada's y Jessus Zambrano, Míster Venezuela 2012.

## Resultados
| Posiciones            | Delegado                          |
| --------------------- | --------------------------------- |
| Míster Venezuela 2014 | - Jesús Casanova                  |
| Primer Finalista      | - Francisco Guerrero              |
| Segundo Finalista     | - Jesús Alvarado                  |
| Top 5                 | - Jonathan Negrón - Salvador Lugo |

### Premiaciones Especiales
| Premiación     | Candidato       |
| -------------- | --------------- |
| Mejor Cuerpo   | Carlos Aguiar   |
| Míster Amistad | Jonathan Negrón |

## Jurado final
Estos son miembros del jurado que evaluaron a los 12 finalistas y eligieron a Míster Venezuela 2014:
- Irma Contreras, diseñadora de camisería masculina.
- Titina Penzini, diseñadora, DJ y presentadora de televisión
- Mara Montauti, diseñadora de moda.
- María Milagros Véliz, Miss Venezuela Mundo 2008.
- María Antonieta Duque, actriz.
- Gabriella Ferrari, Miss Venezuela Mundo 2011
- Karen Soto, Miss Venezuela Mundo 2013
- Osmariel Villalobos, Miss Venezuela Tierra 2011 y animadora.

## Aspirantes
12 aspirantes compitieron en el certamen:
(En la tabla se utiliza su nombre completo, los sobrenombres van entrecomillados y los apellidos utilizados como nombre artístico, entre paréntesis; fuera de ella se utilizan sus nombres "artísticos" o simplificados):
| Nro | Aspirante              | Edad | Estatura (m) | Ciudad Natal  |
| --- | ---------------------- | ---- | ------------ | ------------- |
| 12  | Jesús Antonio Casanova | 25   | 1,90 m       | Barinas       |
| 7   | Francisco Guerrero     | 21   | 1,89 m       | San Cristóbal |
| 9   | Jesús Alvarado         | 20   | 1,78 m       | Maracaibo     |
| 5   | Jonathan Negrón        | 26   | 1,86 m       | Caracas       |
| 11  | Salvador Lugo          | 22   | 1,86 m       | Caracas       |
| 1   | Carlos Aguiar          | 25   | 1,93 m       | Caracas       |
| 2   | Luis José Castillo     | 23   | 1,89 m       | Caracas       |
| 3   | Gerald García          | 20   | 1,85 m       | Caracas       |
| 4   | Abraham Castellano     | 23   | 1,84 m       | Maracaibo     |
| 6   | Angelo Márquez         | 22   | 1,88 m       | Caracas       |
| 8   | José Manuel Gómez      | 24   | 1,82 m       | Porlamar      |
| 10  | Fabrizio Sassano       | 24   | 1,84 m       | Valencia      |

     Míster Venezuela
     1.ª Finalista
     2.ª Finalista
     Top 5 Finalistas
     Top 12 Semifinalistas